# Raninidae
Famille
Les Raninidae sont une famille de crabes. Elle comprend près de cinquante espèces actuelles et près de 200 fossiles dans 34 genres dont 22 fossiles.

## Liste des genres
Cyrtorhininae Guinot, 1993
- Cyrtorhina Monod, 1956

Lyreidinae Guinot, 1993
- Lyreidus de Haan, 1841
- Lysirude Goeke, 1985
- †Hemioon Bell, 1863
- †Lyreidina Fraaye & Van Bakel, 1998
- †Rogueus Berglund & Feldmann, 1989
- †Macroacaena Tucker, 1998
- †Tribolocephalus Ristori, 1886

Notopodinae Serène & Umali, 1970
- Cosmonotus Adams & White, in White, 1848
- Notopus de Haan, 1841
- Ranilia H. Milne Edwards, 1837
- Umalia Guinot, 1993
- †Eumorphocorystes Binkhorst, 1857
- †Lianira Beschin, Busulini, De Angeli, Tessier & Ungaro, 1991
- †Lovarina Beschin, Busulini, De Angeli, Tessier & Ungaro, 1991
- †Ranidina Bittner, 1893
- †Raniliformis Jagt, Collins & Fraaye, 1993

Ranininae De Haan, 1839
- Ranina Lamarck, 1801
- †Lophoranina Fabiani, 1910
- †Raninella A. Milne-Edwards, 1862

Raninoidinae Lőrenthey in Lőrenthey & Beurlen, 1929
- Notopoides Henderson, 1888
- Notosceles Bourne, 1922
- Raninoides H. Milne Edwards, 1837
- †Bicornisranina Tyborg & Fam, 2008
- †Cenocorystes Collins & Breton, 2009
- †Cristafrons Feldmann, 1993
- †Quasilaeviranina Tucker, 1998

Symethinae Goeke, 1981
- Symethis Weber, 1795

†Palaeocorystinae Lőrenthey in Lőrenthey & Beurlen, 1929
- †Cretacoranina Mertin, 1941
- †Eucorystes Bell, 1863
- †Heus Bishop & Williams, 2000
- †Notopocorystes M’Coy, 1849

Sous-famille indéterminée
- †Araripecarcinus Martins-Neto, 1987
- †Sabahranina Collins, Lee & Noad, 2003

## Référence
- De Haan, 1839 : Crustacea. Fauna Japonica sive Descriptio Animalium, Quae in Itinere per Japoniam, Jussu et Auspiciis Superiorum, qui Summum in India Batava Imperium Tenent, Suscepto, Annis 1823–1830 Collegit, Noitis, Observationibus et Adumbrationibus Illustravit. Leiden: Lugduni-Batavorum. p. 1–243.

## Sources
- Ng, Guinot & Davie, 2008 : Systema Brachyurorum: Part I. An annotated checklist of extant brachyuran crabs of the world. Raffles Bulletin of Zoology Supplement, n. 17, p. 1–286.
- De Grave & al., 2009 : A Classification of Living and Fossil Genera of Decapod Crustaceans. Raffles Bulletin of Zoology Supplement, n. 21, p. 1-109.